# Pseudomystus robustus
Pseudomystus robustus är en fiskart som först beskrevs av Robert F. Inger och Chin, 1959.  Pseudomystus robustus ingår i släktet Pseudomystus och familjen Bagridae. Inga underarter finns listade i Catalogue of Life.